# Jump Ultimate Stars
 (juillet 2023).
Si vous disposez d'ouvrages ou d'articles de référence ou si vous connaissez des sites web de qualité traitant du thème abordé ici, merci de compléter l'article en donnant les références utiles à sa vérifiabilité et en les liant à la section « Notes et références ».
Jump Ultimate Stars est un jeu vidéo de combat en deux dimensions sorti sur Nintendo DS et correspond à la suite de Jump Super Stars, sorti uniquement au Japon.
Le principe reste le même que le précédent opus mais de nouveaux personnages font leur apparition et les anciens personnages sont parfois agrémentés de nouveaux coups. Parmi les nouvelles franchises, on peut notamment déceler Saint Seiya ou encore Captain Tsubasa, mais d'autres comme Hikaru no Go et Mr. Fullswing, présentes dans le précédent opus, furent retirées dans ce jeu ; d'autre séries encore ont vu leur design évoluer comme dans leur œuvre d'origine (par exemple, les personnages Naruto ont leur apparence de Naruto Shippûden).
Grande nouveauté, un mode Wi-Fi a fait son apparition.

## Système de jeu
Jump Ultimate Stars vous propose d'incarner plus de 300 personnages de mangas, issus du Weekly Shonen Jump. Une fois votre équipe constituée de différents personnages appelés komas, vous vous lancez à l'aventure. Le mode principal est décomposé en différentes planètes, sur lesquelles vous affronterez des adversaires spécifiques au manga (par exemple sur la planète One Piece, vous vous battrez contre des personnages issus de l'univers du pirate). Une fois le combat commencé, vous avez 2 possibilités pour vaincre votre adversaire: épuiser sa barre de vie, ou l'éjecter du ring.

## Création du deck
Le jeu se base sur un système de decks constitués de komas. Ces decks sont créés par la disposition de ces vignettes sur une table de 4 cases x 5 cases (donc un total de 20 cases). Cette table apparait sur l'écran tactile à chaque combat tandis que le combat en lui-même se passe sur l'écran du haut. L'invocation des personnages se fait en touchant le koma adéquat sur l'écran tactile.
Il existe 3 types de koma différent:
- Les komas 4 à 8 cases sont les komas de combat, en les plaçant dans le deck, ils permettent de jouer avec le personnage sur le koma (exemple: en mettant un koma 4 cases de Ichigo ou de Naruto, on peut jouer avec le célèbre combattant). Les komas sont de plus en plus puissants selon le nombre de cases qu'ils occupent (exemple: un koma 4 cases d'un personnage jouable est moins puissant qu'un koma 5 cases, qui est lui-même moins puissant qu'un koma 6 cases…) et les personnages peuvent changer de forme et de maniabilité selon la puissance des komas (Sangoku 4 cases apparait sous sa forme basique alors qu'à partir du koma 6 cases, il apparait sous sa forme de Super Saiyan, pour finir par apparaitre sous la forme de Vegeto, une fois évolué en 8 komas).
- Les Komas 2 à 3 cases sont les komas de soutien (ou "strikers"), ils permettent d'appeler divers personnages en renfort sur le terrain pour une courte durée, le temps qu'ils effectuent une attaque ou un mouvement de soutien (récupération de vie, augmentation de puissance…) Ces personnages ne sont pas jouables mais de bons komas de soutien peuvent changer le cours de la bataille en votre faveur. Certaines séries ne possèdent au maximum que ces "strikers", comme les franchises sportives (Eyeshield 21, Prince of Tennis…) ou les shōjo (Ichigo 100%…) qui ne comportent pas de vrais personnages de combat.
- Les komas 1 case sont les komas d'aide. Ils offrent une capacité supplémentaire au personnage de combat à côté duquel ils sont placés (augmentation des points de vie, triple saut, immunité aux effets de gel…). chaque koma ne peut s'appliquer qu'à un seul combattant à la fois, et deux komas de soutien de même effet placés sur le même personnage n'en double pas les effets. En outre, certains ne marchent qu'avec des personnages très précis (par exemple, Shanks ne marche qu'avec Luffy).

Un deck doit obligatoirement être constitué d'un koma de chaque sorte (combat, soutien et aide) mais il n'est pas nécessaire de garder une proportion identique entre chaque (par exemple, 3 komas de combat, 2 de soutien et 4 d'aide).
La nouveauté de cet épisode est aussi l'apparition de "leaders" qui sont les personnages principaux du deck. On doit choisir un leader par deck et ce personnage sera celui représenté sur les écrans lors des parties multijoueur. Il apporte aussi un côté tactique au jeu dans la mesure où le leader gagne ou perd plus de points s'il tue ou est vaincu par ses adversaires et il devient alors à la fois un personnage à utiliser mais aussi à protéger souvent.
L'autre nouveauté par rapport au premier épisode réside dans le fait que l'on peut assigner aux boutons L & R des komas du deck. Ainsi, en mettant un des 2 boutons sur un koma de combat ou de soutien, on l'invoque sans toucher l'écran tactile.

## Modes de jeu
Les combats dans Jump Ultimate Stars peuvent se dérouler suivant 3 systèmes différents :
- Un système de points : lors d'un combat, vous gagnez des points si vous tuez un adversaire et en perdez si vous mourrez (éjection du stage ou mort du personnage joué), le but étant à la fin du match de récolter plus de points que le ou les adversaires. Les personnages ici sont régénérés après leur mort au bout d'un certain temps ou sont tous régénérés si tous les personnages du deck meurent.
- Un système de Mort Subite : vous contrôlez les personnages présents dans votre deck et si le personnage contrôlé meurt, il ne peut être régénéré. Le dernier joueur ayant au minimum un personnage en vie gagne le match.
- Un nouveau système non présent dans Jump Super Stars qui consiste à récupérer des étoiles. Chaque joueur en a une au début de la partie et une dernière étoile apparait au centre de l'arène 5 secondes après le début du match (ainsi, à 2 joueurs il y a 3 étoiles, à 3 joueurs, 4 et ainsi de suite…). À la fin du chrono, le joueur avec le plus d'étoiles gagne le match. Pour récupérer les étoiles des autres joueurs, il suffit d'éliminer leur personnage actif et l'étoile apparaitra. Une autre façon de gagner est de récupérer toutes les étoiles. Le chrono s'arrêtera alors et le joueur qui aura toutes les étoiles gagnera automatiquement la manche.

Si à la fin de n'importe lequel des 3 systèmes de jeu, 2 joueurs ou plus sont à égalité à la première place, la Mort Subite démarre. Elle consiste en un duel des Leaders des joueurs présents. La barre de vie diminue plus vite et la barre d'attaques spéciales démarre à 0. Le joueur qui tue l'adversaire en premier ou l'éjecte de l'arène est alors 1er du combat.
Certains combats du mode aventure font appel à des modes différents de ceux-ci, comme la collecte d'objet ou la protection de personnage. Ils peuvent ensuite être rejoués après avoir au préalable débloqué ceux-ci en faisant évoluer le bon personnage.

## Personnages
| Série d'origine                                   | Nom                                                             | Type                                    | Supporter 1               | Supporter 2                      | Supporter 3                   |
| ------------------------------------------------- | --------------------------------------------------------------- | --------------------------------------- | ------------------------- | -------------------------------- | ----------------------------- |
| Black Cat                                         | Eve                                                             | Combattante                             | Train Heartnet            | Sven Vollfied                    | Akane-Chan                    |
| Black Cat                                         | Train Heartnet                                                  | Combattant                              | Eve                       | Sven Vollfied                    | Yoruichi Shihōin              |
| Black Cat                                         | Sven Vollfied                                                   | Support                                 |                           |                                  |                               |
| Black Cat                                         | Minatsuki Saya                                                  | Aide                                    |                           |                                  |                               |
| Black Cat                                         | Kirisaki Kyoko                                                  | Aide                                    |                           |                                  |                               |
| Bleach                                            | Ichigo Kurosaki Ichigo (Bankai)                                 | Combattant                              | Chad Yoruichi Shihōin     | Uryu Ishida Rukia Kuchiki        | Orihime Inoue Renji Abarai    |
| Bleach                                            | Rukia Kuchiki                                                   | Combattante                             | Byakuya Kuchiki           | Renji Abarai                     | Kon                           |
| Bleach                                            | Renji Abarai                                                    | Combattant                              | Ichigo Kurosaki           | Byakuya Kuchiki                  | Rukia Kuchiki                 |
| Bleach                                            | Tōshiro Hitsugaya                                               | Combattant                              | Hyoga                     | Light Yagami & Ryuk              | Aisu Sado                     |
| Bleach                                            | Uryu Ishida                                                     | Support                                 |                           |                                  |                               |
| Bleach                                            | Yasutora Sado(Chad)                                             | Support                                 |                           |                                  |                               |
| Bleach                                            | Orihime Inoue                                                   | Support                                 |                           |                                  |                               |
| Bleach                                            | Yoruichi Shihōin                                                | Support                                 |                           |                                  |                               |
| Bleach                                            | Kon                                                             | Support                                 |                           |                                  |                               |
| Bleach                                            | Byakuya Kuchiki                                                 | Support                                 |                           |                                  |                               |
| Bleach                                            | Sousuke Aizen                                                   | Support                                 |                           |                                  |                               |
| Bleach                                            | Zangetsu                                                        | Aide                                    |                           |                                  |                               |
| Bleach                                            | Isshin Kurosaki                                                 | Aide                                    |                           |                                  |                               |
| Bleach                                            | Tatsuki Arisawa                                                 | Aide                                    |                           |                                  |                               |
| Bleach                                            | Kisuke Urahara                                                  | Aide                                    |                           |                                  |                               |
| Bleach                                            | Kaname Tousen                                                   | Aide                                    |                           |                                  |                               |
| Bleach                                            | Gin Ichimaru                                                    | Aide                                    |                           |                                  |                               |
| Bobobo-bo Bo-bobo                                 | Bobobo-bo Bo-bobo Shinsetsu Bo-bobo                             | Combattant                              | Beauty Gyorai Girl        | Serviceman Gaoh                  | Yugi & Atem                   |
| Bobobo-bo Bo-bobo                                 | Don-Patch Don(Ikari)-Patch                                      | Combattant                              | Tennosuke Kopatch         | Bo-bobo Hatenkô                  | Heppokomaru Vegeta            |
| Bobobo-bo Bo-bobo                                 | Tokoro Tennosuke                                                | Support                                 |                           |                                  |                               |
| Bobobo-bo Bo-bobo                                 | Heppokomaru                                                     | Support                                 |                           |                                  |                               |
| Bobobo-bo Bo-bobo                                 | Beauty                                                          | Support                                 |                           |                                  |                               |
| Bobobo-bo Bo-bobo                                 | Gaoh                                                            | Support                                 |                           |                                  |                               |
| Bobobo-bo Bo-bobo                                 | Hatenkô                                                         | Aide                                    |                           |                                  |                               |
| Bobobo-bo Bo-bobo                                 | Softon                                                          | Aide                                    |                           |                                  |                               |
| Bobobo-bo Bo-bobo                                 | Gyorai Girl                                                     | Aide                                    |                           |                                  |                               |
| Bobobo-bo Bo-bobo                                 | Dengakuman                                                      | Aide                                    |                           |                                  |                               |
| Bobobo-bo Bo-bobo                                 | Serviceman                                                      | Aide                                    |                           |                                  |                               |
| Bobobo-bo Bo-bobo                                 | Kopatch                                                         | Aide                                    |                           |                                  |                               |
| Captain Tsubasa                                   | Tsubasa Ohzora(Olivier Atton) Tsubasa & Tarô Misaki(Ben Becker) | Support                                 |                           |                                  |                               |
| Captain Tsubasa                                   | Genzô Wakabayashi(Thomas Price)                                 | Support                                 |                           |                                  |                               |
| Captain Tsubasa                                   | Kojiro Hyuga(Mark Landers)                                      | Support                                 |                           |                                  |                               |
| Captain Tsubasa                                   | Roberto Hongô(Roberto Dedinho)                                  | Aide                                    |                           |                                  |                               |
| Captain Tsubasa                                   | Sanae Nakasawa(Patty)                                           | Aide                                    |                           |                                  |                               |
| Cobra                                             | Cobra                                                           | Support                                 |                           |                                  |                               |
| Cobra                                             | Crystal Boy                                                     | Support                                 |                           |                                  |                               |
| Cobra                                             | Lady                                                            | Support                                 |                           |                                  |                               |
| D.Gray-man                                        | Allen Walker                                                    | Combattant                              | Yu Kanda                  | Lenalee Lee                      | Cross Marian                  |
| D.Gray-man                                        | Lenalee Lee                                                     | Combattante                             | Yu Kanda                  | Allen Walker                     | Komui Lee                     |
| D.Gray-man                                        | Lavi                                                            | Support                                 |                           |                                  |                               |
| D.Gray-man                                        | Yu Kanda                                                        | Support                                 |                           |                                  |                               |
| D.Gray-man                                        | Arystar Krory                                                   | Support                                 |                           |                                  |                               |
| D.Gray-man                                        | Reever Wenhamm                                                  | Aide                                    |                           |                                  |                               |
| D.Gray-man                                        | Komui Lee                                                       | Aide                                    |                           |                                  |                               |
| D.Gray-man                                        | Miranda Lotto                                                   | Aide                                    |                           |                                  |                               |
| D.Gray-man                                        | Cross Marian                                                    | Aide                                    |                           |                                  |                               |
| Death Note                                        | Light Yagami & Ryuk                                             | Support                                 |                           |                                  |                               |
| Death Note                                        | L                                                               | Support                                 |                           |                                  |                               |
| Death Note                                        | Misa Amane                                                      | Support                                 |                           |                                  |                               |
| Death Note                                        | Near(Nate River)                                                | Support                                 |                           |                                  |                               |
| Death Note                                        | Mello(Mihael Keehl)                                             | Support                                 |                           |                                  |                               |
| Dr Slump                                          | Aralé Norimaki                                                  | Combattante                             | Sangoku                   | Senbei Norimaki                  | Obotchaman                    |
| Dr Slump Jump Ultimate Stars                      | Dr Mashirito Neo Mashiroto(Caramelman J)                        | Combattant                              | DIO Papillon              | Yōichi Hiruma Freezer            | Bo-bobo Monkey D. Luffy       |
| Dr Slump                                          | Gadzilla Norimaki(Gadchan)                                      | Support                                 |                           |                                  |                               |
| Dr Slump                                          | Unchi-kun                                                       | Support                                 |                           |                                  |                               |
| Dr Slump                                          | Senbei Norimaki                                                 | Aide                                    |                           |                                  |                               |
| Dr Slump                                          | Midori Norimaki                                                 | Aide                                    |                           |                                  |                               |
| Dr Slump                                          | Obotchaman                                                      | Aide                                    |                           |                                  |                               |
| Dragon Ball                                       | Son Goku Goku(Super Saiyan) Vegeto                              | Combattant                              | Gohan Kame-Sennin         | Kame-Sennin Krillin Mister Satan | Arale Norimaki Vegeta Gotenks |
| Dragon Ball                                       | Vegeta Vegeta(Super Saiyan)                                     | Combattant                              | Freezer Trunks            | Goku Bulma                       | Don Patch Piccolo             |
| Dragon Ball                                       | Son Gohan(Super Saiyan) Gohan(Super Saiyan 2)                   | Combattant                              | Krillin Piccolo           | Goku                             | Nico Robin                    |
| Dragon Ball                                       | Gotenks Gotenks(Super Saiyan)                                   | Combattant                              | Goku Piccolo              | Vegeta                           | Bo-bobo                       |
| Dragon Ball                                       | Piccolo                                                         | Combattant                              | Gohan                     | Ashuraman                        | Gadzilla Norimaki             |
| Dragon Ball                                       | Freezer                                                         | Combattant                              | DIO                       | Orochimaru                       | Sasuke Uchiha                 |
| Dragon Ball                                       | Gros Boo Boo Originel                                           | Aide(Gros Boo) Combattant(Boo Originel) | Neuro & Yako              | Gintoki Sakata                   | M.. Satan                     |
| Dragon Ball                                       | Krilin                                                          | Support                                 |                           |                                  |                               |
| Dragon Ball                                       | Trunks                                                          | Support                                 |                           |                                  |                               |
| Dragon Ball                                       | Kamé Sennin                                                     | Aide                                    |                           |                                  |                               |
| Dragon Ball                                       | Bulma                                                           | Aide                                    |                           |                                  |                               |
| Dragon Ball                                       | Maître Kaiô                                                     | Aide                                    |                           |                                  |                               |
| Dragon Ball                                       | Mr. Satan                                                       | Aide                                    |                           |                                  |                               |
| Eyeshield 21                                      | Sena Kobayakawa                                                 | Support                                 |                           |                                  |                               |
| Eyeshield 21                                      | Yōichi Hiruma                                                   | Support                                 |                           |                                  |                               |
| Eyeshield 21                                      | Ryōkan Kurita                                                   | Support                                 |                           |                                  |                               |
| Eyeshield 21                                      | Tarō Raimon(Monta)                                              | Support                                 |                           |                                  |                               |
| Eyeshield 21                                      | Gen Takekura(Musashi)                                           | Support                                 |                           |                                  |                               |
| Eyeshield 21                                      | Les frères Ha Ha (Kazuki Jūmonji, Kōji Kuroki & Shōzō Toganō)   | Support                                 |                           |                                  |                               |
| Eyeshield 21                                      | Seijūrō Shin                                                    | Support                                 |                           |                                  |                               |
| Eyeshield 21                                      | Devil Bat                                                       | Support                                 |                           |                                  |                               |
| Eyeshield 21                                      | Cerberus                                                        | Support                                 |                           |                                  |                               |
| Eyeshield 21                                      | Mamori Anezaki                                                  | Aide                                    |                           |                                  |                               |
| Eyeshield 21                                      | Suzuna Taki                                                     | Aide                                    |                           |                                  |                               |
| Eyeshield 21                                      | Daikichi Komusubi                                               | Aide                                    |                           |                                  |                               |
| Eyeshield 21                                      | Haruto Sakuraba                                                 | Aide                                    |                           |                                  |                               |
| Eyeshield 21                                      | Natsuhiko Taki                                                  | Aide                                    |                           |                                  |                               |
| Eyeshield 21                                      | Doburoku Sakaki                                                 | Aide                                    |                           |                                  |                               |
| Eyeshield 21                                      | Manabu Yukimitsu                                                | Aide                                    |                           |                                  |                               |
| Eyeshield 21                                      | Ishimaru Tetsuo                                                 | Aide                                    |                           |                                  |                               |
| Gintama                                           | Gintoki Sakata                                                  | Combattant                              | Kagura                    | Shinpachi Shimura                | Kankichi Ryotsu               |
| Gintama                                           | Kagura                                                          | Combattante                             | Gintoki Sakata            | Shinpachi Shimura                | Végéta                        |
| Gintama                                           | Shinpachi Shimura                                               | Support                                 |                           |                                  |                               |
| Gintama                                           | Kotaro Katsura(Zura) Zura & Elisabeth                           | Support                                 |                           |                                  |                               |
| Gintama                                           | Ayame Sarutobi(Sa-chan)                                         | Support                                 |                           |                                  |                               |
| Gintama                                           | Kondo(Isao Kondo)                                               | Support                                 |                           |                                  |                               |
| Gintama                                           | Hijikata(Toshiro Hijikata)                                      | Support                                 |                           |                                  |                               |
| Gintama                                           | Sogo Okita                                                      | Support                                 |                           |                                  |                               |
| Gintama                                           | Otose(Ayano Terada)                                             | Aide                                    |                           |                                  |                               |
| Gintama                                           | Otae(Tae Shimura)                                               | Aide                                    |                           |                                  |                               |
| Gintama                                           | Taizo Hasegawa                                                  | Aide                                    |                           |                                  |                               |
| Gintama                                           | Sagaru Yamazaki                                                 | Aide                                    |                           |                                  |                               |
| Gintama                                           | Sadaharu                                                        | Aide                                    |                           |                                  |                               |
| Hoshin, l'Investiture des Dieux                   | Taikôbô                                                         | Combattant                              | So Dakki                  | Sûpûshan                         | Ramenman                      |
| Hoshin, l'Investiture des Dieux                   | So Dakki                                                        | Support                                 |                           |                                  |                               |
| Hoshin, l'Investiture des Dieux                   | Ou Tenkun                                                       | Aide                                    |                           |                                  |                               |
| Hoshin, l'Investiture des Dieux                   | Sûpûshan                                                        | Aide                                    |                           |                                  |                               |
| Hunter × Hunter                                   | Gon Freecss                                                     | Combattant                              | Killua Zoldic             | Kurapika                         | Hisoka                        |
| Hunter × Hunter                                   | Killua Zoldic                                                   | Combattant                              | Gon Freecss               | Kurapika                         | Nico Robin                    |
| Hunter × Hunter                                   | Kurapika                                                        | Support                                 |                           |                                  |                               |
| Hunter × Hunter                                   | Hisoka                                                          | Support                                 |                           |                                  |                               |
| Hunter × Hunter                                   | Kuroro Lucifuru                                                 | Support                                 |                           |                                  |                               |
| Hunter × Hunter                                   | Léolio                                                          | Aide                                    |                           |                                  |                               |
| Hunter × Hunter                                   | Biscuit Kruger(Biske)                                           | Aide                                    |                           |                                  |                               |
| I¨s                                               | Iori Yoshizuki                                                  | Support                                 |                           |                                  |                               |
| I¨s                                               | Itsuki Akiba                                                    | Support                                 |                           |                                  |                               |
| I¨s                                               | Ichitaka Seto                                                   | Aide                                    |                           |                                  |                               |
| I¨s                                               | Izumi Isozaki                                                   | Aide                                    |                           |                                  |                               |
| Ichigo 100%                                       | Aya Tōjō                                                        | Support                                 |                           |                                  |                               |
| Ichigo 100%                                       | Tsukasa Nishino                                                 | Support                                 |                           |                                  |                               |
| Ichigo 100%                                       | Satsuki Kitaōji                                                 | Support                                 |                           |                                  |                               |
| Ichigo 100%                                       | Yui Minamito                                                    | Support                                 |                           |                                  |                               |
| Ichigo 100%                                       | Misuzu Sotomura                                                 | Aide                                    |                           |                                  |                               |
| Ichigo 100%                                       | Junpei Manaka                                                   | Aide                                    |                           |                                  |                               |
| Ichigo 100%                                       | Hiroshi Sotomura                                                | Aide                                    |                           |                                  |                               |
| Jigoku Sensei Nube                                | Meisuke Nueno(Nube) & Baki                                      | Support                                 |                           |                                  |                               |
| Jigoku Sensei Nube                                | Yukime                                                          | Support                                 |                           |                                  |                               |
| Jigoku Sensei Nube                                | Hiroshi Tateno                                                  | Aide                                    |                           |                                  |                               |
| Jigoku Sensei Nube                                | Kyoko Ibana                                                     | Aide                                    |                           |                                  |                               |
| JoJo's Bizarre Adventure - Stardust Crusaders     | Jotaro (Jotaro Kujo)                                            | Combattant                              | Josuke Higashikata        | Jolyne Kujo                      |                               |
| JoJo's Bizarre Adventure - Stardust Crusaders     | Dio Brando DIO                                                  | Aide(Dio Brando) Combattant(DIO)        | Giorno Giovanna           | Freezer                          |                               |
| JoJo's Bizarre Adventure - Phantom Blood          | Jonathan Joestar                                                | Soutien                                 |                           |                                  |                               |
| JoJo's Bizarre Adventure - Battle Tendency        | Joseph Joestar                                                  | Soutien                                 |                           |                                  |                               |
| JoJo's Bizarre Adventure - Diamond is Unbreakable | Josuke Higashikata                                              | Soutien                                 |                           |                                  |                               |
| JoJo's Bizarre Adventure - Vento Aureo            | Giorno Giovanna                                                 | Soutien                                 |                           |                                  |                               |
| JoJo's Bizarre Adventure - Stone Ocean            | Jolyne Cujoh                                                    | Soutien                                 |                           |                                  |                               |
| JoJo's Bizarre Adventure - Steel Ball Run         | Gyro Zepelli                                                    | Soutien                                 |                           |                                  |                               |
| JoJo's Bizarre Adventure - Steel Ball Run         | Johnny Joestar                                                  | Aide                                    |                           |                                  |                               |
| JoJo's Bizarre Adventure - Diamond is Unbreakable | Rohan Kishibe                                                   | Aide                                    |                           |                                  |                               |
| Ken le Survivant                                  | Kenshirô                                                        | Combattant                              | Rei                       | Toki                             | Yuria                         |
| Ken le survivant                                  | Raoh                                                            | Combattant                              | Toki                      | Yuria                            | Cascade                       |
| Ken le survivant                                  | Toki                                                            | Support                                 |                           |                                  |                               |
| Ken le survivant                                  | Rei                                                             | Support                                 |                           |                                  |                               |
| Ken le survivant                                  | Yuria                                                           | Aide                                    |                           |                                  |                               |
| Ken le survivant                                  | Bat                                                             | Aide                                    |                           |                                  |                               |
| Ken le survivant                                  | Lynn                                                            | Aide                                    |                           |                                  |                               |
| Kenshin le vagabond                               | Kenshin Himura                                                  | Combattant                              | Kaoru Kamiya              | Yahiko Myôjin                    | Seijûrô Hiko                  |
| Kenshin le vagabond                               | Sanosuke Sagara                                                 | Support                                 |                           |                                  |                               |
| Kenshin le vagabond                               | Hajime Saito                                                    | Support                                 |                           |                                  |                               |
| Kenshin le vagabond                               | Makoto Shishio                                                  | Support                                 |                           |                                  |                               |
| Kenshin le vagabond                               | Yahiko Myôjin                                                   | Support                                 |                           |                                  |                               |
| Kenshin le vagabond                               | Kaoru Kamiya                                                    | Aide                                    |                           |                                  |                               |
| Kenshin le vagabond                               | Seijûrô Hiko                                                    | Aide                                    |                           |                                  |                               |
| Kochikame                                         | Kankichi Ryotsu                                                 | Combattant                              | Keiichi Nakagawa          | Daijirō Ôhara                    | Reiko Akimoto                 |
| Kochikame                                         | Daijirō Ôhara                                                   | Support                                 |                           |                                  |                               |
| Kochikame                                         | Keiichi Nakagawa                                                | Support                                 |                           |                                  |                               |
| Kochikame                                         | Reiko Catherine Akimoto                                         | Support                                 |                           |                                  |                               |
| Kochikame                                         | Hayato Honda                                                    | Support                                 |                           |                                  |                               |
| Kochikame                                         | Neruo Higurashi                                                 | Support                                 |                           |                                  |                               |
| Kochikame                                         | Volvo Saigō                                                     | Support                                 |                           |                                  |                               |
| Kochikame                                         | Tatsunosuke Sakonji                                             | Support                                 |                           |                                  |                               |
| Kochikame                                         | Kaipan Deka(Kitano) Tokushu Deka                                | Support                                 |                           |                                  |                               |
| Kochikame                                         | Matoi Gigboshi                                                  | Aide                                    |                           |                                  |                               |
| Kochikame                                         | Ai Asato(Maria)                                                 | Aide                                    |                           |                                  |                               |
| Kochikame                                         | Youichi Terai                                                   | Aide                                    |                           |                                  |                               |
| Kochikame                                         | Haya Isowashi                                                   | Aide                                    |                           |                                  |                               |
| Kochikame                                         | Lemon Giboshi                                                   | Aide                                    |                           |                                  |                               |
| Kochikame                                         | Haru Mido                                                       | Aide                                    |                           |                                  |                               |
| Muhyo et Rôjî                                     | Tooru Muhyou(Muhyo)                                             | Combattant                              | Neuro & Yako              | Rôjî                             | Peiji                         |
| Muhyo et Rôjî                                     | Jiro Kusano(Rôjî)                                               | Support                                 |                           |                                  |                               |
| Muhyo et Rôjî                                     | Sorazoku Madoka(Enchuu)                                         | Support                                 |                           |                                  |                               |
| Muhyo et Rôjî                                     | Youichi Himukai(Yoichi)                                         | Support                                 |                           |                                  |                               |
| Muhyo et Rôjî                                     | Yu Abiko(Biko)                                                  | Support                                 |                           |                                  |                               |
| Muhyo et Rôjî                                     | Nana Takenouchi                                                 | Aide                                    |                           |                                  |                               |
| Muhyo et Rôjî                                     | Peiji Claus                                                     | Aide                                    |                           |                                  |                               |
| Naruto                                            | Naruto Uzumaki Naruto(Kyûbi)                                    | Combattant                              | Jiraya Sai                | Gaara Kakashi Hatake             | Sakura Haruno                 |
| Naruto                                            | Sasuke Uchiha                                                   | Combattant                              | Orochimaru                | Naruto Uzumaki                   | Ayame Sarutobi                |
| Naruto                                            | Sakura Haruno                                                   | Combattante                             | Naruto Uzumaki            | Tsunade                          | Kakashi Hatake                |
| Naruto                                            | Kakashi Hatake                                                  | Combattant                              | Naruto Uzumaki            | Sakura Haruno                    | Sven Vollfied                 |
| Naruto                                            | Gaara                                                           | Support                                 |                           |                                  |                               |
| Naruto                                            | Jiraya                                                          | Aide                                    |                           |                                  |                               |
| Naruto                                            | Tsunade                                                         | Aide                                    |                           |                                  |                               |
| Naruto                                            | Sai                                                             | Aide                                    |                           |                                  |                               |
| Naruto                                            | Orochimaru                                                      | Aide                                    |                           |                                  |                               |
| Neuro, le mange-mystères                          | Neuro Nougami & Yako Katsuragi                                  | Combattant                              | Muhyo                     | Light Yagami & Ryuk              | X                             |
| Neuro, le mange-mystères                          | Akane-Chan                                                      | Aide                                    |                           |                                  |                               |
| Neuro, le mange-mystères                          | Eiji Sasatzuka                                                  | Aide                                    |                           |                                  |                               |
| Neuro, le mange-mystères                          | Kaitou X(Sai)                                                   | Aide                                    |                           |                                  |                               |
| Ninku                                             | Nekonin no Fuusuke                                              | Combattant                              | Tony Tony Chopper         | Naruto Uzumaki                   | Hiroyuki                      |
| Ninku                                             | Pochi                                                           | Aide                                    |                           |                                  |                               |
| Ninku                                             | Hiroyuki                                                        | Aide                                    |                           |                                  |                               |
| One Piece                                         | Monkey D. Luffy Luffy(Gear 2)                                   | Combattant                              | Usopp-Sogeking            | Shanks Nico Robin                | Cobra                         |
| One Piece                                         | Roronoa Zoro                                                    | Combattant                              | Sanji                     | Kenshin Himura                   | Wan Taaren                    |
| One Piece                                         | Nami Nami(Perfect Climat Tact)                                  | Combattante                             | Sanji                     | Anna Kyouyama Usopp-Sogeking     | Kankichi Ryotsu               |
| One Piece                                         | Sanji                                                           | Combattant                              | Roronoa Zoro              | Nami                             | Bianchi                       |
| One Piece                                         | Nico Robin                                                      | Combattante                             | Sanji                     | Monkey D. Luffy                  | Kurama                        |
| One Piece                                         | Franky                                                          | Combattant                              | Kiwi & Mozu               | Tony Tony Chopper                | Joseph Joestar                |
| One Piece                                         | Usopp Sogeking                                                  | Support                                 |                           |                                  |                               |
| One Piece                                         | Tony Tony Chopper                                               | Support                                 |                           |                                  |                               |
| One Piece                                         | Shanks le roux                                                  | Aide                                    |                           |                                  |                               |
| One Piece                                         | Kiwi & Mozu                                                     | Aide                                    |                           |                                  |                               |
| Racaille blues                                    | Taison Maeda                                                    | Support                                 |                           |                                  |                               |
| Racaille Blues                                    | Katsuji Yamashita                                               | Aide                                    |                           |                                  |                               |
| Racaille Blues                                    | Yoneji Sawamura                                                 | Aide                                    |                           |                                  |                               |
| Racaille Blues                                    | Chiaki Nanase                                                   | Aide                                    |                           |                                  |                               |
| Racaille Blues                                    | Masahiko Kondo(Masa-san)                                        | Aide                                    |                           |                                  |                               |
| Reborn!                                           | Tsunayoshi "Tsuna" Sawada & Reborn                              | Combattant                              | Hayato Gokudera           | Takeshi Yamamoto                 | Kinnikuman                    |
| Reborn!                                           | Lambo                                                           | Support                                 |                           |                                  |                               |
| Reborn!                                           | Takeshi Yamamoto                                                | Support                                 |                           |                                  |                               |
| Reborn!                                           | Hayato Gokudera                                                 | Support                                 |                           |                                  |                               |
| Reborn!                                           | Bianchi                                                         | Support                                 |                           |                                  |                               |
| Reborn!                                           | I-pin                                                           | Support                                 |                           |                                  |                               |
| Reborn!                                           | Kyouya Hibari                                                   | Support                                 |                           |                                  |                               |
| Reborn!                                           | Kyoko Sasagawa                                                  | Aide                                    |                           |                                  |                               |
| Reborn!                                           | Haru Miura                                                      | Aide                                    |                           |                                  |                               |
| Reborn!                                           | Leon                                                            | Aide                                    |                           |                                  |                               |
| Saint Seiya                                       | Seiya Seiya (Chevalier d'Or du Sagittaire)                      | Combattant                              | Shiryu Athéna(Saori Kido) | Shun Mu                          | Hyôga Kankichi Ryotsu         |
| Saint Seiya                                       | Shiryu                                                          | Support                                 |                           |                                  |                               |
| Saint Seiya                                       | Hyôga                                                           | Support                                 |                           |                                  |                               |
| Saint Seiya                                       | Shun                                                            | Support                                 |                           |                                  |                               |
| Saint Seiya                                       | Ikki                                                            | Support                                 |                           |                                  |                               |
| Saint Seiya                                       | Athéna(Saori Kido)                                              | Aide                                    |                           |                                  |                               |
| Saint Seiya                                       | Mu                                                              | Aide                                    |                           |                                  |                               |
| Shaman King                                       | Yoh Asakura Yoh(Byakkou)                                        | Combattant                              | Anna Kyōyama              | Manta Oyamada Hao                | Joseph Joestar Amidamaru      |
| Shaman King                                       | Anna Kyōyama                                                    | Combattante                             | Yoh Asakura               | Manta Oyamada                    | Nube & Baki                   |
| Shaman King                                       | Hao                                                             | Support                                 |                           |                                  |                               |
| Shaman King                                       | Ren Tao                                                         | Aide                                    |                           |                                  |                               |
| Shaman King                                       | Horohoro                                                        | Aide                                    |                           |                                  |                               |
| Shaman King                                       | Manta Oyamada                                                   | Aide                                    |                           |                                  |                               |
| Shaman King                                       | Amidamaru                                                       | Aide                                    |                           |                                  |                               |
| Shaman King                                       | Chocolove McDanel                                               | Aide                                    |                           |                                  |                               |
| Yu-Gi-Oh!                                         | Yugi Muto Pharaon Atem                                          | Aide(Yugi) Combattant(Atem)             | Seto Kaiba                | Bo-bobo                          | Anzu Mazaki                   |
| Yu-Gi-Oh!                                         | Seto Kaiba                                                      | Support                                 |                           |                                  |                               |
| Yu-Gi-Oh!                                         | Katsuya Jounouchi                                               | Aide                                    |                           |                                  |                               |
| Yu-Gi-Oh!                                         | Hiroto Honda                                                    | Aide                                    |                           |                                  |                               |
| Yu-Gi-Oh!                                         | Anzu Mazaki                                                     | Aide                                    |                           |                                  |                               |